# 机场站 (大连市)
机场站是大连地铁2号线的地铁站，位于中国辽宁省大连市甘井子区大连周水子国际机场停车场地下，于2015年5月22日开通。本站曾为2号线西端终点站。

## 车站结构
机场站在周水子国际机场停车场地下东西设置，为地下二层岛式站台车站，车站长159.6米，标准段宽18.5米，车站地下一层为站厅层，地下二层为站台层，站台设置全高站台门。由于本站无列车折返条件，2015年5月22日车站开通至2018年6月28日辛寨子站开通期间，列车在本站清客后继续空载行驶至辛寨子站折返。
| 地面              | 出入口 | A、B、C出入口                                                                                               |
| 地下一层          | 站厅   | 客服中心、自动售票机、验票机                                                                                |
| 地下二层          | 站台   | \| \| \| █ 2号线往大连北站（辛寨子） \| \| 島式 · 開左邊车门 \| \| \| \| \| \| █ 2号线往海之韵（虹港路） \| |
|                   |        | █ 2号线往大连北站（辛寨子）                                                                                 |
| 島式 · 開左邊车门 |        | |
|                   |        | █ 2号线往海之韵（虹港路）                                                                                   |

## 车站出口
机场站共设3个出口，各出口及周围设施如下所示：
| 出口编号            | 照片 | 出口指示         | 建议前往的目的地                                          |
| ------------------- | ---- | ---------------- | --------------------------------------------------------- |
| A · 出口 · （设有） |      | 机场航站楼国内区 | 大连周水子国际机场国内到达/出发，大连机场出入境检验检疫局 |
| B · 出口            |      | 机场航站楼国际区 | 大连周水子国际机场国际/港澳台到达/出发                    |
| C · 出口            |      | 机场停车场       | 中国航油                                                  |
| 图例： 设有         |      |                  |                                                           |

## 接驳交通

### 航空
- 大连周水子国际机场

### 机场巴士
- 大连周水子国际机场客运站：机场巴士营口线、周水子国际机场旅游直通车

### 公交车
- 大商机场前市场：532路、1101路、1101路沙岗子早间加车、1101路永兴寺加车、1104路、1105路、1106路、1106路加车、1201路、1301路、1301路华北路加车、1301路加车、1302路

## 车站历史
- 2015年5月22日，车站随2号线一期通车开通[1]，为西端终点站。
- 2018年6月28日，辛寨子站开通，本站不再为日常运营终点站[3]。